# Jean Parédès

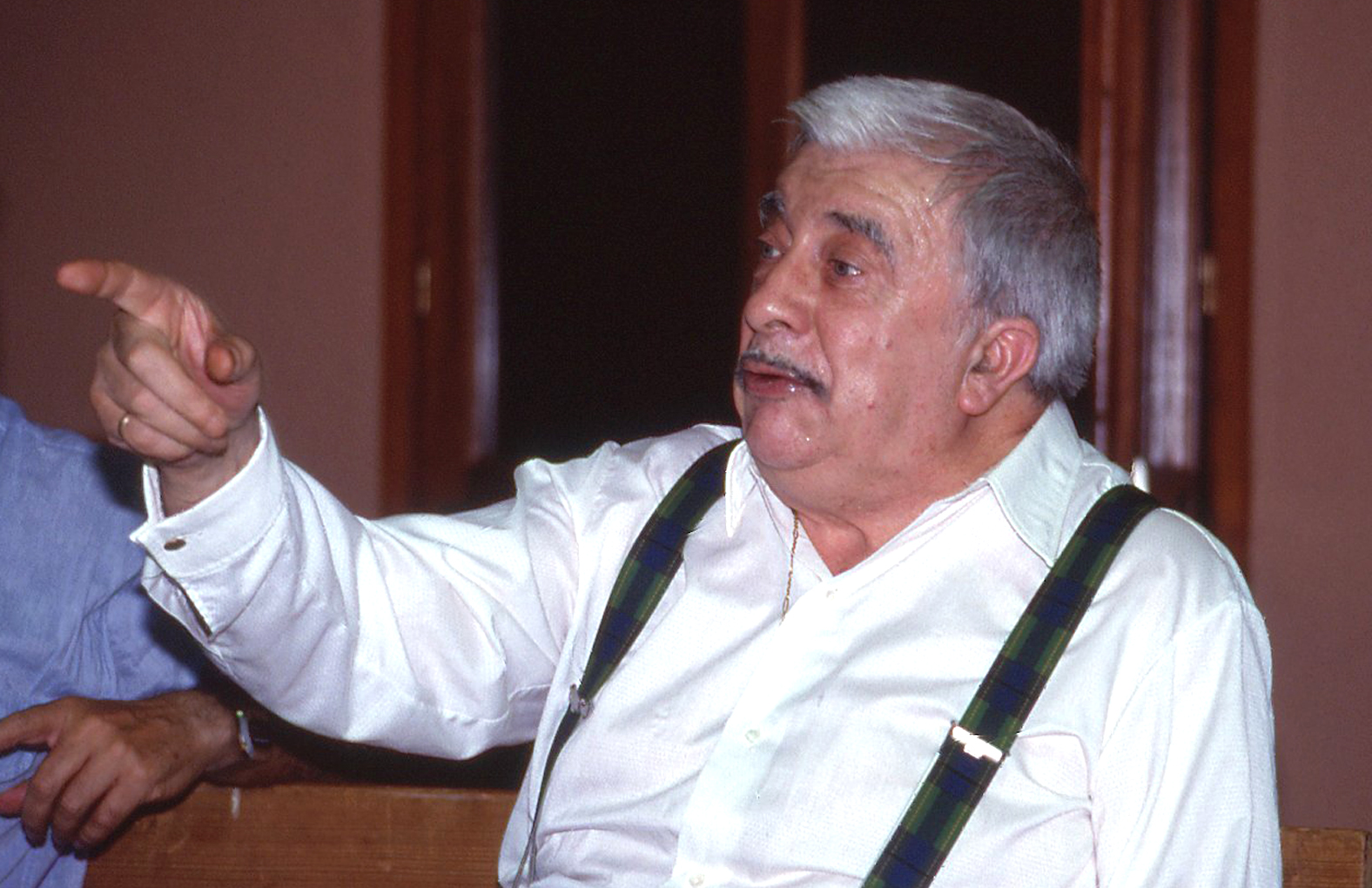
Jean Parédès, 1989

Jean René Célestin Parédès (* 17. Oktober 1914 in Pusignan, Frankreich; † 13. Juli 1998 in La Seyne-sur-Mer) war ein französischer Schauspieler und Sänger.

## Biografie
Jean René Célestin Parédès war der Sohn von José Ariza Parédès, eines Spaniers, der 1910 im Alter von 36 nach Frankreich einwanderte. Er heiratete kurze Zeit später die 29-jährige Sängerin und Schauspielerin Clotilde Allarousse. Sie selbst kam vom Lande und verbrachte ihre Zeit während des Ersten Weltkrieges bei ihren Eltern in Pusignan, wo Parédès später geboren wurde. Nach dem Krieg zog die Familie nach Paris zurück und Parédès verbrachte lediglich seine Jugend bei den Großeltern auf dem Land. Nach seiner Schulzeit begann er in Paris ein Wirtschaftsstudium, wobei er seine Liebe für das Theater entdeckte, sodass er später bei Georges Le Roy an der Conservatoire national supérieur d’art dramatique Gesang und Schauspiel studierte.
Parédès Schauspielkarriere begann während des Zweiten Weltkrieges beim Französischen Film. Mit Darstellungen in Die Schönen der Nacht, Was gibt’s Neues, Pussy? und Chouans! – Revolution und Leidenschaft war er von 1939 bis 1989 in 50 Jahren bei über 100 Film- und Fernsehproduktionen tätig. Häufig spielte er am Theater und vereinzelt war er auch als Operettensänger tätig, wobei er 1977 mit J'ai perdu ma chute sein einziges Album aufnahm.
Im Alter von 83 Jahren verstarb Jean Parédès an einem Herzinfarkt in dem kleinen Dorf La Seyne-sur-Mer, nahe Pusignan, wo er seinen Ruhestand verbrachte. In Pusignan liegt er in einem Familiengrab begraben.

## Filmografie (Auswahl)
- 1941: Ihr erstes Rendezvous (Premier rendez-vous)
- 1942: Einmal im Jahr (Caprices)
- 1947: Eine Nacht im Tabarin (Une nuit à Tabarin)
- 1949: Skandal auf den Champs-Elysees (Scandale aux Champs-Élysées)
- 1952: Die Schönen der Nacht (Les Belles de nuit)
- 1952: Fanfan, der Husar (Fanfan la Tulipe)
- 1953: Die Abenteuer der drei Musketiere (Les trois mousquetaires)
- 1953: Die Kameliendame (La dame aux camélias)
- 1954: Die Luft von Paris (L'air de Paris)
- 1954: Madame Dubarry (Madame Du Barry)
- 1954: French Can Can
- 1956: Der Kurier des Zaren (Michel Strogoff)
- 1957: Die Liebe gehört mir (La garçonne)
- 1957: Meine Frau, mein Junge und ich... (L'amour est en jeu)
- 1958: Des Königs bester Mann (La Tour, prends garde!)
- 1960: Einer sticht ins Wespennest (Le panier à crabes)
- 1962: Wir bitten zu Bett (Les petits matins)
- 1962: 40 Millionen suchen einen Mann (Love is a Ball)
- 1963: Futter für süße Vögel (Du mouron pour les petits oiseaux)
- 1965: Was gibt’s Neues, Pussy? (What's New Pussycat?)
- 1966: Angélique und der König (Angélique et le roi)
- 1967: Jonny Banco – Geliebter Taugenichts (Johnny Banco)
- 1971: Das Lied der Balalaika (L'homme qui vient de la nuit)
- 1978: Die Schlemmerorgie (Who Is Killing the Great Chefs of Europe?)
- 1983: Der Herzensbrecher (Le bourreau des cœurs)
- 1988: Chouans! – Revolution und Leidenschaft (Chouans!)